# Koyama Reo
Koyama Reo (小山怜央 (Tiểu Sơn Linh Ương)) sinh ngày 2 tháng 7 năm 1993 là một kỳ thủ shogi chuyên nghiệp đạt cấp độ Tứ đẳng người Nhật Bản đến từ thành phố Kamaishi, Iwate và là môn hạ của Kitajima Tadao Thất đẳng. Anh vượt qua bài kiểm tra kết nạp kỳ thủ chuyên nghiệp vào tháng 2 năm 2023 và chính thức trở thành một kỳ thủ trực thuộc Liên đoàn Shogi Nhật Bản vào ngày 1 tháng 4 cùng năm. Koyama cũng là kỳ thủ đầu tiên sau Thế chiến 2 lên chuyên mà không trải qua Trường đào tạo kỳ thủ.

## Sự nghiệp
Koyama bắt đầu chơi shogi khi anh 8 tuổi. Anh cũng là đại diện tỉnh Iwate tại hạng mục năm 4-6 tiểu học của Kurashiki Vương Tướng Chiến các năm 2004-05. Năm 2006, Koyama giành hạng 3 giải vô địch trung học toàn quốc. 2 năm sau đó, anh cũng giành hạng 3 Danh Nhân Chiến trung học, tuy nhiên Koyama lại trượt bài kiểm tra gia nhập Trường đào tạo năm đó.
Từ đó về sau, Koyama thi đấu tốt dưới tư cách kỳ thủ nghiệp dư. Năm 2014, khi đang học năm 3 Đại học Iwate, anh vô địch Danh Nhân Chiến đại học lần thứ 70, và chức vô địch Danh Nhân Chiến nghiệp dư về tay anh năm 2015. Do đó, anh đã giành quyền làm bài kiểm tra lên Tam đẳng (với sư phụ là Kitajima Tadao), tuy nhiên anh đã thất bại với thành tích chung cuộc 2-3. Các thành tích nghiệp dư của anh từ đó về sau bao gồm chức vô địch Vương Tướng nghiệp dư năm 2016. Danh Nhân Akahata năm 2017, Danh Nhân chi nhánh năm 2021, và Long Vương nghiệp dư năm 2022, Trong thời gian này anh cũng có 4 lần giành ngôi á quân tại các giải đấu lớn nhỏ.
Tháng 4 năm 2021, để tập trung vào shogi, Koyama nghỉ làm kỹ sư hệ thống, và bắt đầu dạy shogi trên mạng từ tháng 3 năm 2022, đồng thời tiếp tục tham gia các giải đấu chuyên nghiệp.
Koyama đạt thành tích 7 thắng - 5 thua trước các kỳ thủ chuyên nghiệp từ chiến thắng đầu tiên tại Long Vương Chiến kỳ 32 vào tháng 12 năm 2018, và tham gia Giải vô địch Asahi mở rộng lần thứ 16 từ tháng 7 năm 2022, nơi anh thắng 2 ván liên tiếp tại vòng Sơ loại thứ Nhất và chỉ còn thành tích 10 thắng - 5 thua 1 ván thắng nữa để giành quyền làm bài thi lên chuyên. Ngày 13 tháng 9 năm 2022, tại giải vô địch Asahi, Koyama giành chiến thắng tại bán kết tổ 6 vòng Sơ loại thứ Nhất, đạt thành tích 10 thắng - 5 thua (tỷ lệ thắng 66,7%) và giành quyền làm bài kiểm tra kết nạp kỳ thủ chuyên nghiệp - người đầu tiên làm được điều này mà không kinh qua Trường đào tạo kỳ thủ kể từ khi nó được thành lập. Đơn xin làm bài thi của anh được chấp nhận ngày 28 tháng 9.
Bài kiểm tra bao gồm 5 ván đấu từ tháng 11 năm 2022 đến tháng 3 năm 2023, với tần suất 1 ván mỗi tháng (5 ván thắng 3). Tính tới ván 4, Koyama đã đạt thành tích 3 thắng - 1 thua và chính thức trở thành kỳ thủ chuyên nghiệp (lên chuyên ngày 1 tháng 4 năm 2023). Trong khi bài kiểm tra đang diễn ra, anh cũng lọt vào đến bán kết vòng Xếp hạng Long Vương chiến kỳ 34 - thành tích 4 thắng - 1 thua của anh tại đó vẫn là thành tích cao nhất từ trước đến nay của một kỳ thủ nghiệp dư.

### Bài kiểm tra
| Ngày thi đấu                                          | Ngày thi đấu | Giải đấu               | Đối thủ / kết quả   | Đối thủ / kết quả | Đối thủ / kết quả |
| ----------------------------------------------------- | ------------ | ---------------------- | ------------------- | ----------------- | ----------------- |
| 12 tháng 12                                           | 2017         | Tân Nhân Vương Chiến   | Mita Toshihiro      | 3d                | ●                 |
| 24 tháng 12                                           | 2018         | Long Vương Chiến kỳ 32 | Murooka Katsuhiko   | 7d                | ○                 |
| 19 tháng 1                                            | 2019         | Long Vương Chiến       | Hasebe Kōhei        | 4d                | ●                 |
| 29 tháng 6                                            | 2019         | Cúp Asahi lần thứ 13   | Sugimoto Kazuo      | 4d                | ●                 |
| 14 tháng 12                                           | 2019         | Long Vương Chiến kỳ 33 | Ōhira Takehiro      | 6d                | ○                 |
| 25 tháng 1                                            | 2020         | Long Vương Chiến       | Matsumoto Yoshiyuki | 6d                | ●                 |
| 29 tháng 11                                           | 2020         | Long Vương Chiến kỳ 34 | Izumi Masaki        | 8d                | ○                 |
| 29 tháng 12                                           | 2020         | Long Vương Chiến       | Kadokura Keita      | 5d                | ○                 |
| 14 tháng 2                                            | 2021         | Long Vương Chiến       | Deguchi Wakamu      | 4d                | ○                 |
| 24 tháng 3                                            | 2021         | Long Vương Chiến       | Nishiyama Tomoka    | NL3Q              | ○                 |
| 28 tháng 4                                            | 2021         | Long Vương Chiến       | Hasebe Kōhei        | 4d                | ●                 |
| 8 tháng 12                                            | 2021         | Long Vương Chiến kỳ 35 | Katō Momoko         | T. Lệ             | ○                 |
| 27 tháng 12                                           | 2021         | Long Vương Chiến       | Ōhira Takehiro      | 6d                | ●                 |
| 9 tháng 7                                             | 2022         | Cúp Asahi lần thứ 16   | Okabe Reo           | 4d                | ○                 |
| 6 tháng 8                                             | 2022         | Cúp Asahi              | Tobe Makoto         | 7d                | ○                 |
| 13 tháng 9                                            | 2022         | Cúp Asahi              | Nakagawa Daisuke    | 8d                | ○                 |
| Thành tích tổng 10 thắng - 5 thua - tỷ lệ thắng 66,7% |              |                        |                     |                   |                   |

Liên đoàn Shogi Nhật Bản chính thức công bố lịch trình của bài kiểm tra vào ngày 29 tháng 9 năm 2022. Thể thức của bài kiểm tra như sau:
- 5 kỳ thủ lên chuyên gần nhất (số hiệu kỳ thủ lớn nhất) sẽ là 5 giám khảo đấu mỗi tháng 1 ván với Koyama.
- Nếu Koyama thắng 3 ván, anh sẽ lên chuyên vào ngày 1 tháng 4 hoặc 1 tháng 10 với tư cách kỳ thủ Free Class. Anh sẽ trượt bài kiểm tra khi thua 3 ván.
- Thời gian cho mỗi bên là 3 tiếng (các ván bắt đầu lúc 10 giờ sáng). Lượt đi tại ván 1 được quyết định bằng furigoma, các ván còn lại thay đổi luân phiên.

| Ván | Giám khảo (số hiệu)           | Ngày thi đấu         | Địa điểm              | Lượt đi của Koyama | Kết quả                                                          | Kết quả       |
| --- | ----------------------------- | -------------------- | --------------------- | ------------------ | ---------------------------------------------------------------- | ------------- |
| 1   | Tokuda Kenshi Tứ đẳng (332)   | 28 tháng 11 năm 2022 | Hội quán Shogi Kansai | Hậu                | Koyama chiến thắng sau 166 nước đi                               | [ 15 ]        |
| 2   | Okabe Reo Tứ đẳng (331)       | 12 tháng 12 năm 2022 | Hội quán Shogi Tokyo  | Tiên               | Koyama chiến thắng sau 111 nước đi                               | [ 16 ]        |
| 3   | Kariyama Mikio Tứ đẳng (330)  | 20 tháng 1 năm 2023  | Hội quán Shogi Kansai | Hậu                | Koyama thất bại sau 165 nước đi                                  | [ 17 ]        |
| 4   | Yokoyama Tomoki Tứ đẳng (329) | 13 tháng 2 năm 2023  | Hội quán Shogi Kansai | Tiên               | Koyama chiến thắng sau 133 nước đi - vượt qua bài kiểm tra (3-1) | [ 18 ] [ 19 ] |
| 5   | Takada Akihiro Tứ đẳng (328)  | Tháng 3 năm 2023     | Hội quán Shogi Kansai | Hậu                | Không thi đấu                                                    |               |

Sau bài kiểm tra, Koyama đã để thua tại Long Vương Chiến ngày 6 tháng 3 năm 2023 trước Fujiwara Naoya trước khi lên chuyên.

### Sau khi lên chuyên
Ngày 23 tháng 5 năm 2023, tại ván ra mắt của mình thuộc vòng Sơ loại thứ Nhất Kỳ Thánh Chiến kỳ 95, Koyama đã giành chiến thắng trước Murooka Katsuhiko.
Ngày 15 tháng 7 năm 2024, tại vòng 2 Cúp NHK lần thứ 74, Koyama đã vượt qua Tanigawa Kōji (ván đấu được phát sóng ngày 11 tháng 8 cùng năm), đồng thời đạt điều kiện tỷ lệ thắng trên 65% trong 30 ván gần nhất, qua đó thăng lên hạng C2 Thuận Vị Chiến. Anh trở thành kỳ thủ đầu tiên sau Thế chiến 2 giành quyền tham gia Thuận Vị Chiến mà không trải qua Trường đào tạo kỳ thủ, và sẽ bắt đầu thi đấu từ Thuận Vị Chiến kỳ 84 của mùa giải 2025.

## Đời tư
Koyama là kỳ thủ chuyên nghiệp đầu tiên đến từ tỉnh Iwate. Ngày 28 tháng 5 năm 2023, tại ván 4 Duệ Vương Chiến kỳ 8 được tổ chức tại thành phố Miyako, Iwate, Koyama trở thành người phân tích trên bàn cờ lớn chỉ 5 ngày sau ván ra mắt của mình.

## Lịch sử thăng cấp
| Ngày                      | Đẳng cấp        | Ghi chú                              |
| ------------------------- | --------------- | ------------------------------------ |
| 1 tháng 4, 2023 (29 tuổi) | Tứ đẳng (4-dan) | Vượt qua bài kiểm tra kết nạp kỳ thủ |

## Thành tích chính

### Đại Thưởng
| Lần | Mùa giải | Các hạng mục                  |
| --- | -------- | ----------------------------- |
| 51  | 2023     | Giải thưởng Hội nhà báo Tokyo |

## Thăng/giáng hạng/tổ
| Đầu mùa giải | Thuận Vị chiến | Thuận Vị chiến                   | Thuận Vị chiến                   | Thuận Vị chiến                   | Thuận Vị chiến                   | Thuận Vị chiến                   | Thuận Vị chiến                   | Thuận Vị chiến                   | Long Vương chiến | Long Vương chiến | Long Vương chiến | Long Vương chiến | Long Vương chiến | Long Vương chiến | Long Vương chiến | Long Vương chiến |
| Đầu mùa giải | Kỳ             | Danh Nhân                        | Hạng A                           | Hạng B                           | Hạng B                           | Hạng C                           | Hạng C                           | Free Class                       | Kỳ               | Long Vương       | Tổ 1             | Tổ 2             | Tổ 3             | Tổ 4             | Tổ 5             | Tổ 6             |
| Đầu mùa giải | Kỳ             | Danh Nhân                        | Hạng A                           | Tổ 1                             | Tổ 2                             | Tổ 1                             | Tổ 2                             | Free Class                       | Kỳ               | Long Vương       | Tổ 1             | Tổ 2             | Tổ 3             | Tổ 4             | Tổ 5             | Tổ 6             |
| --- | -------------- | -------------------------------- | -------------------------------- | -------------------------------- | -------------------------------- | -------------------------------- | -------------------------------- | -------------------------------- | ---------------- | ---------------- | ---------------- | ---------------- | ---------------- | ---------------- | ---------------- | ---------------- |
| 2016 |                | Chưa lên Tứ đẳng                 | Chưa lên Tứ đẳng                 | Chưa lên Tứ đẳng                 | Chưa lên Tứ đẳng                 | Chưa lên Tứ đẳng                 | Chưa lên Tứ đẳng                 | Chưa lên Tứ đẳng                 | 30               |                  |                  |                  |                  |                  |                  | Tổ 6ND           |
| 2017 |                | Chưa lên Tứ đẳng                 | Chưa lên Tứ đẳng                 | Chưa lên Tứ đẳng                 | Chưa lên Tứ đẳng                 | Chưa lên Tứ đẳng                 | Chưa lên Tứ đẳng                 | Chưa lên Tứ đẳng                 | 31               |                  |                  |                  |                  |                  |                  |                  |
| 2018 |                | Chưa lên Tứ đẳng                 | Chưa lên Tứ đẳng                 | Chưa lên Tứ đẳng                 | Chưa lên Tứ đẳng                 | Chưa lên Tứ đẳng                 | Chưa lên Tứ đẳng                 | Chưa lên Tứ đẳng                 | 32               |                  |                  |                  |                  |                  |                  | Tổ 6ND           |
| 2019 |                | Chưa lên Tứ đẳng                 | Chưa lên Tứ đẳng                 | Chưa lên Tứ đẳng                 | Chưa lên Tứ đẳng                 | Chưa lên Tứ đẳng                 | Chưa lên Tứ đẳng                 | Chưa lên Tứ đẳng                 | 33               |                  |                  |                  |                  |                  |                  | Tổ 6ND           |
| 2020 |                | Chưa lên Tứ đẳng                 | Chưa lên Tứ đẳng                 | Chưa lên Tứ đẳng                 | Chưa lên Tứ đẳng                 | Chưa lên Tứ đẳng                 | Chưa lên Tứ đẳng                 | Chưa lên Tứ đẳng                 | 34               |                  |                  |                  |                  |                  |                  | Tổ 6ND           |
| 2021 |                | Chưa lên Tứ đẳng                 | Chưa lên Tứ đẳng                 | Chưa lên Tứ đẳng                 | Chưa lên Tứ đẳng                 | Chưa lên Tứ đẳng                 | Chưa lên Tứ đẳng                 | Chưa lên Tứ đẳng                 | 35               |                  |                  |                  |                  |                  |                  | Tổ 6ND           |
| 2022 |                | Chưa lên Tứ đẳng                 | Chưa lên Tứ đẳng                 | Chưa lên Tứ đẳng                 | Chưa lên Tứ đẳng                 | Chưa lên Tứ đẳng                 | Chưa lên Tứ đẳng                 | Chưa lên Tứ đẳng                 | 36               |                  |                  |                  |                  |                  |                  | Tổ 6ND           |
| 2023 | 82             |                                  |                                  |                                  |                                  |                                  |                                  | FX                               | 37               |                  |                  |                  |                  |                  |                  | Tổ 6             |
| 2024 | 83             |                                  |                                  |                                  |                                  |                                  |                                  | FX                               | 38               |                  |                  |                  |                  |                  |                  |                  |
| 2025 | 84             |                                  |                                  |                                  |                                  |                                  | C2                               |                                  |                  |                  |                  |                  |                  |                  |                  |                  |
| | 84             | Tham gia từ Thuận Vị Chiến kỳ 84 | Tham gia từ Thuận Vị Chiến kỳ 84 | Tham gia từ Thuận Vị Chiến kỳ 84 | Tham gia từ Thuận Vị Chiến kỳ 84 | Tham gia từ Thuận Vị Chiến kỳ 84 | Tham gia từ Thuận Vị Chiến kỳ 84 | Tham gia từ Thuận Vị Chiến kỳ 84 |                  |                  |                  |                  |                  |                  |                  |                  |
| Chữ đóng khung tại Thuận Vị chiến và Long Vương chiến biểu thị Khiêu chiến giả. Số nhỏ tại Thuận Vị chiến là Thuận Vị. (xĐiểm giáng hạng có sẵn / *Điểm giáng hạng phải nhận / +Điểm giáng hạng được xóa) "F" tại Thuận Vị chiến biểu thị Free Class (FX: Kỳ thủ được xếp vào Free Class / FT: Kỳ thủ tự nguyện chuyển xuống Free Class) Chữ đậm tại Long Vương chiến biểu thị chiến thắng tổ, số tổ kèm (chữ nhỏ) biểu thị kỳ thủ không chuyên. Thành tích tại Long Vương Chiến trước khi thăng lên Tứ đẳng (ngày 1 tháng 4 năm 2023) không tính vào thành tích tổng chính thức. |                |                                  |                                  |                                  |                                  |                                  |                                  |                                  |                  |                  |                  |                  |                  |                  |                  |                  |

## Sách đã xuất bản
- 夢破れ、夢破れ、夢叶う - Vỡ mộng, vỡ mộng, thành công (28 tháng 11 năm 2023, NXB Jiji) ISBN 978-4788718913